# آریان (گروه موسیقی)
آریان، یک گروه موسیقی پاپ ایرانی بود که کار خود را از نیمهٔ نخست سال ۱۳۷۸ با ۱۵ عضو آغاز کرد. این گروه تا اسفند ۱۳۹۳ فعالیت هنری داشت.
مدتی بعد از آغاز کار، علیرضا طباطبایی نوازندهٔ ساز درام به آن‌ها پیوست، اما پس از آن محمدرضا گلزار (تومبا) و امیرحسین مستعد (گیتار بیس) گروه را ترک کردند. امیرحسین مستعد در یکی از کنسرت‌های این گروه در خارج از کشور ماند و به ایران بازنگشت. همین امر باعث شد تا مدتی این گروه اجازهٔ برپایی کنسرت نداشته باشند.
گروه آریان در سال ۱۳۸۷ نخستین آهنگ مشترک خود با کریس دی برگ خوانندهٔ مشهور ایرلندی را در تهران اجرا کرد. این آهنگ «The words i love you» نام دارد.

## پیشینه
علی پهلوان و پیام صالحی در سپاه پاسداران خدمت سربازی را طی می‌کردند. در طی این دوره، این دو نفر بیشتر به علاقه‌مندی‌های یکدیگر آشنا شدند، هر دو شعر می‌گفتند، آواز می‌سراییدند، گیتار می‌نواختند و می‌خواندند.
این آشنایی در دوره‌ای رخ داد که موسیقی پاپ ایران برای اولین بار پس از انقلاب ۱۳۵۷ رشد می‌کرد. هر دو به این فکر افتادند که چه موقعیتی بهتر از این و تصمیم گرفتند تا فعالیت خود را در این زمینه با شیوه و سبکی متفاوت آغاز کنند. نخستین گام در این راه تشکیل گروه موسیقی پاپ با نام «گروه آریان» بود. آریان اولین گروه در این سبک و نوع بعد از انقلاب ۱۳۵۷ بود و از این جهت اولین گروه موسیقی رسمی پس از انقلاب ۱۳۵۷ به‌شمار می‌رفت.
برای شروع گروهی متشکل از آواز ویولن، گیتار به سبک ایرانی، دو خوانندهٔ اصلی با لحن و نوایی متفاوت و در پشت این نواها آوازی از خانم‌ها به‌عنوان همخوان تشکیل شد. علاوه بر این، غزل‌ها از بافت مخصوص با عباراتی ساده طراحی شدند تا طیف گسترده‌ای از جامعه را جذب کند.
بر این اساس گروه با این ترکیب شروع کرد:
- علی پهلوان (خواننده و گیتارنواز اصلی)
- پیام صالحی (خواننده و گیتارنواز اصلی)
- سیامک خواهانی (ویولن)
- محمدرضا گلزار (گیتارنواز پیشین)
- برزویه بدیهی (تنبک و پرکاشن)
- شراره فرنژاد (گیتارنواز و همخوان)
- ساناز کاشمری (همخوان)
- سحر کاشمری (همخوان)

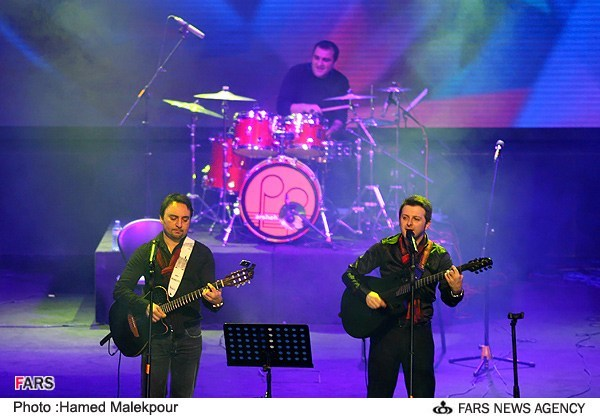
کنسرت گروه آریان در سال ۱۳۹۰

در ابتدا تصمیم گرفته شده بود که شهروز فرنژاد به‌عنوان نوازندهٔ کیبورد و پیانو همکاری کند اما به‌سبب داشتن شغل پیشین و سابقهٔ کاری، نینف امیرخاص (نوازندهٔ کیبورد، ارگ‌زن آشوری) از سوی سیامک معرفی شد تا جایگزین او شود و گروه تمرین‌هایش را با او از سر گرفت. به‌سبب فقدان نوازندهٔ درام و ویولنسل در گروه، نیاز به اجرای این ریتم ویژه روی پیانو و ارگ بود.
برای بالا بردن سطح کیفی اجرایی کار، گروه تمرینات مداوم و بسیار زیادی را انجام داد و تصمیم گرفته شد تا مجوزی برای برگزاری اجرای زنده از وزارت فرهنگ و ارشاد اسلامی گرفته شود. نهایتاً گروه موفق شد تا مجوزهای لازم را بگیرد.

## آلبوم‌ها
- گل آفتابگردون (۱۳۷۹)
- و اما عشق (۱۳۸۰)
- تا بی‌نهایت… (۱۳۸۳)
- بی‌تو باتو (۱۳۸۷)
- خداحافظ (۱۳۹۳)

## تک‌آهنگ‌ها
- عید اومد، بهار اومد (به‌مناسبت نوروز ۸۸)
- صدای پای امید (به‌مناسبت روز جهانی غذا)
- هفت
- از روزی که رفتی
- تورو کم دارم
- تو که با من باشی
- تا ابد

## اعضا
- پیام صالحی: آواز، گیتار
- علی پهلوان: آواز، گیتار
- علیرضا طباطبایی: درام
- سیامک خواهانی: ویولن
- شراره فرنژاد: گیتار، همخوان
- برزو بدیهی: پرکاشن
- نینف امیرخاص: کیبورد
- سحر کاشمری: همخوان
- ساناز کاشمری: همخوان

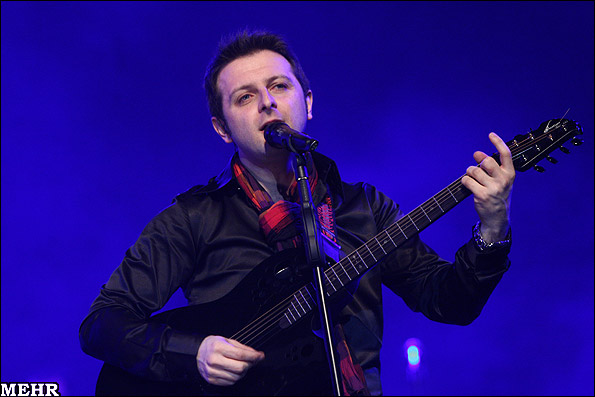
علی پهلوان
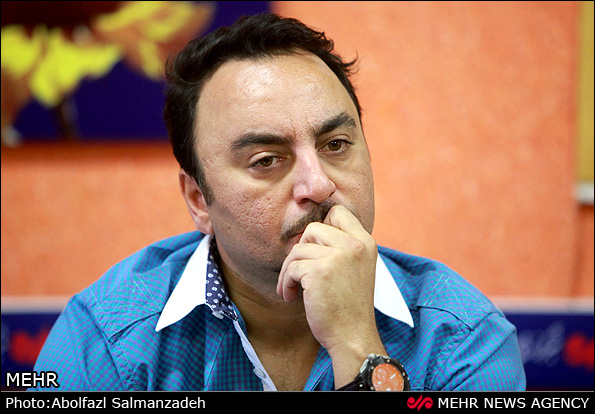
پیام صالحی
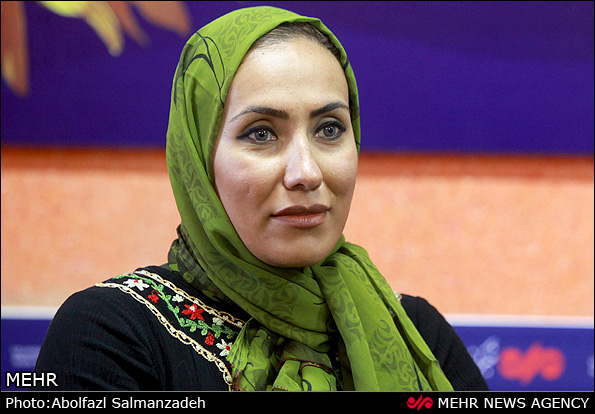
شراره فرنژاد
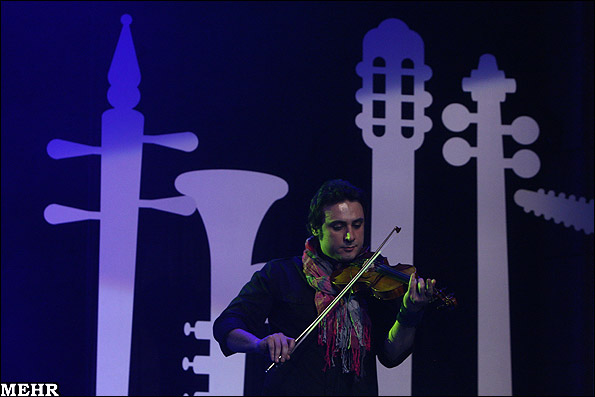
سیامک خواهانی
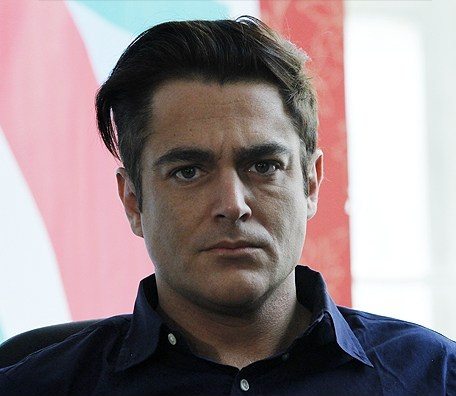
محمدرضا گلزار از اعضای اولیه
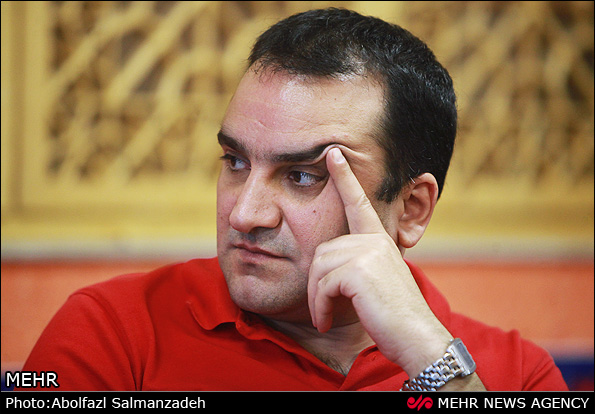
علیرضا طباطبایی

## پایان کار گروه
در اسفند ماه سال ۱۳۹۳ این گروه با انتشار آلبوم آخر خود به نام «خداحافظ» و انتشار کتاب نت و شعر کلیهٔ آهنگ‌های اجرا شده توسط این گروه در دو جلد به نام آهنگ‌های گروه آریان برای گیتارنوازی آسان که توسط محمدرضا تاجیک نوشته شد به کار خود پایان داد.